# Ceratophysella macrocantha
Ceratophysella macrocantha är en urinsektsart som beskrevs av Stach 1946. Ceratophysella macrocantha ingår i släktet Ceratophysella och familjen Hypogastruridae. Inga underarter finns listade i Catalogue of Life.